# Jonathan Pryce

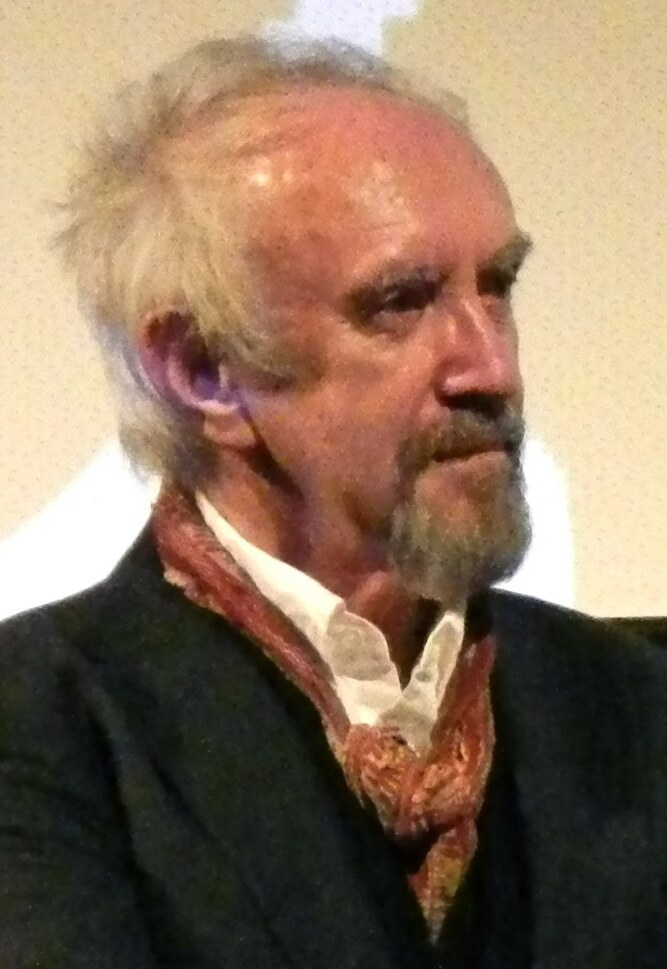
Jonathan Pryce (2014)

Jonathan Pryce, właśc. John Price (ur. 1 czerwca 1947 w Holywell) – walijski aktor i piosenkarz.

## Życiorys
Urodził się w Walii we Flintshire, w miejscowości Holywell, jako syn Margaret Ellen (z domu Williams), ekspedientki, i Isaaca Price’a, górnika, który miał również mały sklep spożywczy. Był najmłodszym dzieckiem w rodzinie, miał dwie starsze siostry – Kathleen i Margaret. Po ukończeniu Holywell Grammar School, w wieku 16 lat uczęszczał do liceum plastycznego, a następnie do Edge Hill College w Ormskirk, z zamiarem zostania nauczycielem. W tym okresie brał udział w kilku licealnych przedstawieniach, gdzie został zauważony i był zachęcany, aby zostać aktorem. W ten sposób otrzymał stypendium w Royal Academy of Dramatic Art, gdzie studiując musiał utrzymywać się jako sprzedawca uliczny obrazów. Pryce był częścią „nowej fali” absolwentów-aktorów RADA, inni to Bruce Payne, Juliet Stevenson, Alan Rickman, Kenneth Branagh i Fiona Shaw.
Po ukończeniu szkoły teatralnej, dołączył do Royal Shakespeare Company i Nottingham Playhouse w Nottingham. Następnym został dyrektorem artystycznym teatru w Liverpoolu. Tutaj poznał irlandzką aktorkę Kate Fahy, z którą się ożenił w 1974. Mają troje dzieci: dwóch synów – Patricka (ur. 1983) i Gabriela (ur. 1986) oraz córkę Phoebe (ur. 1990).
W 1972 po raz pierwszy pojawił się na szklanym ekranie w odcinku serialu fantastycznonaukowym BBC One Doomwatch. W 1976 zadebiutował na dużym ekranie w dramacie wojennym Stuarta Rosenberga Przeklęty rejs (Voyage of the Damned) z Faye Dunaway. W 1977 otrzymał Tony Award dla najlepszego aktora roku za rolę Gethina Price’a w spektaklu Comedians. Jednocześnie nadal grał w sztukach szekspirowskich, w rolach takich jak Petruchio w Poskromieniu złośnicy (1978) czy Oktawian August w Antoniuszu i Kleopatrze (1978). Zwrócił większą uwagę w 1980 rolą Hamleta, za którą zdobył Laurence Olivier Award, uważany za najlepszego Hamleta swojego pokolenia.
Wystąpił w dramacie muzycznym Briana Gibsona Breaking Glass (1980) jako Ken, filmie biograficznym Martin Luther, Heretic (1983) w roli Marcina Lutra, dramacie fantastycznonaukowym Terry’ego Gilliama Brazil (1985) jako Sam Lowry. Za rolę inżyniera w musicalu Miss Saigon został uhonorowany Laurence Olivier Award (1989), Drama Desk Award  (1991) i Tony Award (1991).
W Glengarry Glen Ross (1992) jako James Lingk był potencjalnym klientem Ala Pacino. W Wieku niewinności (The Age of Innocence, 1993) Martina Scorsese’a wystąpił jako Riviere. Za rolę biznesmena Henry’ego Kravisa w komediodramacie biograficznym Barbarzyńcy u bram (Barbarians at the Gate, 1993) był nominowany do nagrody Emmy, CableACE Awards i Złotego Globu. Kreacja Lyttona Stracheya w dramacie Christophera Hamptona Carrington (1995) przyniosła mu Złotą Palmę na festiwalu w Cannes i nagrodą dla najlepszego aktora przyznawaną przez magazyn „The Evening Standard”.
Alan Parker obsadził go w roli Juana Peróna w filmie Alana Parkera Evita (1996) z Madonną w roli tytułowej. Wśród jego ekranowych osiągnięć znajduje się też rola Saula w biblijnym Dawidzie (David, 1997), postać Elliotta Carvera, głównego czarnego charakteru serii przygód o Jamesie Bondzie, w Jutro nie umiera nigdy (1998). Za rolę kapitana Williama Riversa w Sanatorium poetów (Regeneration, 1997) Gilliesa Mackinnona wg powieści Pat Barker o czasach I wojny światowej zdobył nominację do nagrody  British Independent Film Awards (BIFA) dla najlepszego aktora. Wystąpił jako gubernator Weatherby Swann w filmie Piraci z Karaibów: Klątwa Czarnej Perły (Pirates of the Caribbean: The Curse of the Black Pearl, 2003) oraz sequelach – Piraci z Karaibów: Skrzynia umarlaka (Pirates of the Caribbean: Dead Man's Chest, 2006) i Piraci z Karaibów: Na krańcu świata (Pirates of the Caribbean: At Worlds End, 2007) z Johnnym Deppem, Geoffreyem Rushem, Orlando Bloomem i Keirą Knightly.

## Filmografia
- Bill Brand (1976) jako Jamie Finn
- Dzień, w którym umarł Chrystus (The Day Christ Died, 1980) jako Herod
- Breaking Glass (1980) jako Ken
- Loophole (1980) jako Taylor
- Timon z Aten (Timon of Athens, 1981) jako Timon
- Murder Is Easy (1982) jako pan Ellsworthy
- Audiencja u Mela Brooksa (An Audience with Mel Brooks, 1983)
- Posiłek oracza (The Ploughman's Lunch, 1983) jako James Penfield
- Coś paskudnego tu nadchodzi[7], (1983) jako pan Dark
- Brazil (1985) jako Sam Lowry
- Jumpin’ Jack Flash (1986) jako Jack
- Miłość wilkołaka (Haunted Honeymoon, 1986) jako Charles
- Człowiek w ogniu (Man on Fire, 1987) jako Michael
- Czekoladowy sekret (Consuming Passions, 1988) jako pan Farris
- The Storyteller (1988) jako król
- Przygody barona Munchausena[8] (1988) jako Horatio Jackson
- The Heat Is On (1989) jako on sam
- The Rachel Papers (1989) jako Norman
- The Man From the PRU (1990) jako William Wallace
- Selling Hitler (1991) jako Gerd Heidemann
- Glengarry Glen Ross (1992) jako James Lingk
- Rekiny Manhattanu (Barbarians at the Gate, 1993) jako Henry Kravis
- Wiek niewinności (The Age of Innocence, 1993) jako Riviere
- Dark Blood (1993) jako mąż
- Mr. Wroe's Virgins (1993) jako pan Wroe
- Zakupy 'crash and carry' (Shopping, 1994) jako Conway
- Trójkąt namiętności (A Business Affair, 1994) jako Alec Bolton
- Troll w Nowym Jorku (A Troll In Central Park, 1994) jako Alan (głos)
- Carrington (1995) jako Lytton Strachey
- Evita (1996) jako Juan Perón
- Jutro nie umiera nigdy (Tomorrow Never Dies, 1997) jako Elliot Carver
- Sanatorium poetów (Regeneration, 1997) jako dr William Rivers
- Dawid (David, 1997) jako Saul
- Ronin (1998) jako Seamus
- Oszustwo (Gioco, Il, 1999) jako Mark
- Stygmaty (Stigmata, 1999) jako kardynał Daniel Houseman
- Szkoła cudotwórców (The Testimony of Taliesin Jones, 2000) jako Da
- Klub samobójców (The Suicide Club, 2000) jako Bourne
- Wiktoria i Albert (Victoria & Albert, 2001) jako król Leopold I
- Duża mała Ania (Very Annie Mary, 2001) jako Jack Pugh
- Afera naszyjnikowa (The Affair of the Necklace, 2001) jako Louis de Rohan
- Muza (Bride of the Wind, 2001) jako Gustav Mahler
- Wyznania siostry kopciuszka[9] (2002) jako Luykas Schoonmacker
- Bezwarunkowa miłość (Unconditional Love, 2002) jako Victor Fox
- Best Ever Bond (2002) jako on sam
- Mad Dogs (2002) jako Supreme Being
- Czego pragnie dziewczyna (What a Girl Wants, 2003) jako Alastair Payne
- Piraci z Karaibów: Klątwa Czarnej Perły[10] (2003) jako gub. Weatherby Swann
- De-Lovely (2004) jako Gabe
- Nieustraszeni bracia Grimm (The Brothers Grimm, 2005) jako Delatombe
- Podróż do Nowej Ziemi (The New World, 2005) jako król Jakub I
- Piraci z Karaibów: Skrzynia umarlaka[11], (2006) jako gub. Swann
- Piraci z Karaibów: Na krańcu świata[12] (2007) jako gub. Swann
- W blasku gwiazd (The Moon and the Stars, 2007) jako James Clavel / Scarpia
- Opowieści na dobranoc (Bedtime Stories, 2008) jako Marty Bronson
- Konspiracja Echelon, (2009) jako Muller
- Złota dama, (2015) jako Rehnquist
- Gra o tron (Game of Thrones, 2015–2016) jako Wielki Wróbel
- Żona (The Wife, 2017) jako Joe Castleman
- Dwóch papieży (The Two Popes, 2019) jako Jorge Bergoglio / papież Franciszek
- Kulawe konie (Slow Horses, 2022) jako David Cartwright
- The Crown (The Crown, 2022-2023) jako Filip (książę Edynburga)

## Nagrody
- 48. Międzynarodowy Festiwal Filmowy w Cannes: Złota Palma: Najlepszy aktor za rolę w filmie Carrington.